# Christoffer Guldbrandsen
Christoffer Guldbrandsen (født 1971) er en dansk dokumentarfilminstruktør.
Han er uddannet journalist fra Danmarks Journalisthøjskole og City University i London. Efter endt uddannelse var han en periode ved TV 2 Nyhederne og derefter på Politiken og har siden lavet en række dokumentarfilm. Modtager af Columbus-prisen 2009. Siden 2013 har Guldbrandsen været journalistisk chef for DR2 og fra 2015 kanalchef samme sted.

## Filmografi
- A Storm Foretold 2023

### Præsidenten (2011)
Filmen Præsidenten fortæller den usædvanlige historie om hvordan EU fik en præsident.

### Dagbog fra midten (2009)
I den politiske dokumentarfilm Dagbog fra Midten (2009) portrætterer Guldbrandsen de interne magtkampe mellem partistiftere og spindoktorer i Ny Alliance fra partiets stiftelse i 2007.

### Den hemmelige krig (2006)
I filmen Den hemmelige krig (2006) beskriver Guldbrandsen, hvordan danske soldater under krigen i Afghanistan har udleveret 31 afghanske krigsfanger til amerikanske styrker, der ifølge beretninger fra flere løsladte fanger har mishandlet dem i en amerikansk lejr i Kandahar i strid med Geneve-konventionen. 
I aug. 2007 udgav en uvildig kommission, nedsat af Syddansk Universitet, en undersøgelse der konkluderede, at filmen havde journalistisk belæg for sine påstande. Talspersonen for undersøgelsen og prorektor Mette Bock udtalte: "Der bliver fremlagt tilstrækkelig dokumentation og indicier, brugt troværdige kilder i et omfang som gør, at filmen lykkes med det, den vil, nemlig at bringe kritisable forhold til offentlighedens kendskab" Efterfølgende har denne undersøgelse været kritiseret for ikke at inddrage filmens blanding af journalistik og kunstneriske virkemidler. 

### Lykketoft finale (2005)
I den politiske portrætfilm Lykketoft finale (2005) følges Mogens Lykketoft under folketingsvalget i 2005 og frem til at han træder tilbage som formand for partiet på valgnatten. Filmen førte efterfølgende til en ophedet debat blandt Socialdemokrater, om hvorvidt Mogens Lykketofts spindoktor Morten Boje havde optrådt illoyalt. En intern redegørelse i Socialdemokratiet konkluderede at denne debat var en medvirkende årsag til partiets tilbagegang i meningsmålinger. Lykketoft Finale vandt årets TV-Oscar 2006.

### Kampen om Staden (2005)
Filmen Kampen om Staden leverer en karakteristik af politi og christianitter og tager udgangspunkt i regeringens ønske og forslag om en normalisering af Christiania.

### Rødvinsgenerationen (2003)
Efter Fogh bag Facaden skiftede Guldbrandsen genre med den personlige film Rødvinsgenerationen. En film der handler om hans forældres generation og faderens død som indtræffer under optagelserne. Filmen vandt prisen som bedste dokumentarfilm ved årets TV Festival 2004.

### Fogh bag facaden (2003)
Han blev kendt i offentligheden for dokumentarfilmen Fogh bag facaden (2003), der følger statsminister Anders Fogh Rasmussen op til og under EU-topmødet i efteråret 2002. Her fik Christoffer Guldbrandsen lov til at filme under de afsluttende forhandlinger om udvidelsen af EU mod øst.
Filmen fik premiere på svensk tv i begyndelsen af april 2003 og rejste en storm i Tyrkiet. Tyrkiske journalister i Sverige havde bidt mærke i det dobbeltspil over for tyrkernes EU-ønsker, som de nok havde en fornemmelse af eksisterede, men aldrig før havde set dokumenteret så klart. En dansk udenrigsminister og EU-formand, der direkte siger, at hans kollega i Tyskland Joschka Fischer skifter holdning til Tyrkiet tre gange inden for 12 timer. Og statsministeren der bekræfter, at en ting er, hvad der siges udadtil om Tyrkiet. Noget helt andet er, hvad der gives udtryk for bag de lukkede døre i Berlin og i andre hovedstæder. I flere dage var Fogh og Per Stig Møller, Saddam Hussein på forsiden af Tyrkiets største avis Hürriyet, selvom den forestående Irak-krig truer med at kaste regionen ud i kaos. Og det tyrkiske aktiemarked dykkede tre dage i træk, efter at tyrkernes EU-aspirationer havde lidt endnu et knæk.
Udenrigsminister Per Stig Møller udtalte til sit forsvar, at han ikke var opmærksom på, at optagelserne var med lyd. I folketingssalen afviste statsminister Anders Fogh Rasmussen imidlertid udenrigsministerens forklaring. I de efterfølgende uger bredte omtalen af filmen sig til hele Europa – og sågar USA, Asien og Sydamerika. Filmen er en af DR's mest solgte dokumentarfilm og vandt efterfølgende Nordvisionens Dokumentarpris samt EBU's Golden Link Award.

## Ekstern henvisning
- Christoffer Guldbrandsen på Internet Movie Database (engelsk)
- Christoffer Guldbrandsen på Filmdatabasen
- Christoffer Guldbrandsen på danskefilm.dk
- Christoffer Guldbrandsen på AllMovie (engelsk)
- Christoffer Guldbrandsen på The Movie Database (engelsk)